# 雷霍斯特
雷霍斯特是德国石勒苏益格－荷尔斯泰因州的一个市镇。总面积16.19平方公里，总人口682人，其中男性346人，女性336人（2011年12月31日），人口密度42人/平方公里。